# Mitterhorn (Alpes de Berchtesgaden)
Le Mitterhorn est une montagne culminant à 2 491 mètres d'altitude dans le massif des Alpes de Berchtesgaden, en Autriche.

## Géographie

### Situation
La montagne se situe dans le versant sud du Steinernes Meer, entre le Persailhorn à gauche et le Breithorn à droite.

## Ascension
L'ascension vers le Mitterhorn s'effectue souvent en enchaînant les trois sommets des Persailhorn, Mitterhorn et Breithorn par le Saalfeldener Höhenweg, à partir de le refuge Peter-Wiechenthaler ou de la Riemannhaus.